# Aleksey Voropayev
Alexei Voropaev, Алексей Николаевич Воропаев en russe, 
(né le 23 janvier 1973 à Moscou - mort le 5 novembre 2006) était un gymnaste soviétique puis russe.

## Palmarès

### Jeux olympiques
- Barcelone 1992
  -  médaille d'or par équipes avec l'Équipe unifiée

- Atlanta 1996
  -  médaille d'or par équipes avec la Russie

### Championnats du monde
- Indianapolis 1991
  -  médaille d'or par équipes avec l'URSS

- Paris 1992
  -  médaille d'or aux barres parallèles

- Brisbane 1994
  -  médaille d'argent au concours général individuel

- Dortmund 1994
  -  médaille d'argent par équipes avec la Russie

- Lausanne 1997
  -  médaille de bronze par équipes avec la Russie

### Championnats d'Europe
- Copenhague 1996
  -  médaille d'or par équipes avec la Russie
  -  médaille d'or à la barre fixe
  -  médaille de bronze au concours général individuel